# Arthur Nibbs
Arthur Nibbs (n. Barbuda, 1959) es un político barbudense que ejerció como miembro de la Cámara de Representantes y del Senado en el Parlamento de Antigua y Barbuda. Fue miembro fundador del Movimiento Popular de Barbuda (BPM) y presidente del Presidente del Consejo de Barbuda entre 1985 y 1987, y nuevamente entre 1997 y 2001, antes de fundar el Movimiento Popular por el Cambio de Barbuda (BPMC), más tarde fusionado con el Partido Laborista de Antigua y Barbuda (ABLP). Volvería a presidir el Consejo, esta vez a la cabeza de un gabinete del ABLP, entre 2013 y 2015. A pesar de que durante la primera mitad de su carrera política fue un nacionalista y secesionista barbudense, Nibbs giró a una postura favorable a mantener la unidad de Antigua y Barbuda a partir de la década de 2000, y su victoria como candidato del ABLP en 2014 lo convirtió en el primer parlamentario electo por Barbuda desde 1971 en pertenecer a un partido de orden nacional.

## Biografía
Arthur Nibbs nació en Barbuda en 1959. Cursó sus estudios primarios en la Holy Trinity School en Codrington y los secundarios en la Antigua Grammar School en Saint John, Antigua. Trabajó como gerente de personal del hotel K Club en Barbuda y como asistente de controlador de tránsito aéreo en el Aeropuerto Internacional V. C. Bird. Partidario del movimiento cooperativo, Nibbs tuvo participaciones destacadas en sus expresiones en Barbuda, llegando a ser presidente de la Sociedad Cooperativa de Pescadores de Barbuda y director de la Sociedad Cooperativa de Agricultores de Barbuda. Fue agricultor a tiempo parcial, enfocado en la agroecología.
Nibbs se inició políticamente desde muy joven, y con solo dieciocho años se presentó como candidato en las elecciones al recién creado Consejo de Barbuda, órgano de representación legislativa y gubernamental de la isla, en 1977. No resultó electo, en gran medida porque muchos votantes lo consideraron demasiado joven para ocupar el cargo. Volvió a intentarlo en 1979, esta vez como candidato del recién fundado Movimiento Popular de Barbuda, liderado por Hillbourne Frank, y logró obtener un escaño que ocuparía por las siguientes dos décadas. Desde allí ocupó numerosos cargos de carácter diplomático en representación de Barbuda. Fue miembro de una delegación de Barbuda enviada a Barbados para mantener conversaciones con Stanley Arthur, Representante del Gobierno Británico en el Caribe. Las discusiones se centraron en la decisión del gobierno de Antigua, liderado por Vere Bird y el Partido Laborista de Antigua, de solicitar la independencia del archipiélago respecto del Reino Unido con Barbuda incluida. En diciembre de 1980, Nibbs representó a Barbuda en el Ministerio de Relaciones Exteriores y de la Mancomunidad de Naciones en Londres antes de las conversaciones constitucionales programadas en Lancaster House, donde se discutió la independencia de Antigua y Barbuda. La delegación recibió el mandato de buscar un futuro separado para Barbuda de la isla de Antigua.
En 1981, en nombre del Consejo de Barbuda, Nibbs fue el principal responsable de realizar la revisión de la relación entre el Gobierno de Antigua y el Consejo de Barbuda desde la Independencia de 1981. Esta revisión también fue realizada por la Secretaría de la Mancomunidad de Londres. En 1985, cuando Frank abandonó la presidencia del Consejo para centrarse en ser elegido miembro del Parlamento de Antigua y Barbuda, Nibbs fue elegido para sucederlo, ocupando el cargo durante dos años. Sería reemplazado por Emmanuel Punter en 1987. En 1997 volvió a ocupar el cargo, esta vez hasta abril de 2001.
Cuando Frank anunció su retiro del liderazgo del BPM al término de su mandato parlamentario en 2004, se desató una lucha por su sucesión entre Nibbs y Trevor Walker, que además resultó en una disputa ideológica dentro del partido regionalista. Nibbs abandonó sus anteriores posturas independentistas, proponía relaciones más cercanas con el gobierno central antiguano y consideraba inviable la independencia total de Barbuda, manteniendo una relación cada vez más cercana con el Partido Laborista que lideraba Lester Bird. Mientras tanto, Walker exigía la propiedad colectiva de la tierra de Barbuda y puso como objetivo último la eventual secesión, aunque cooperó con el Partido Progresista Unido, principal partido de la oposición antiguana. Finalmente, Walker asumió el liderazgo del BPM, mientras que Nibbs abandonó el BPM y fundó el Movimiento Popular por el Cambio de Barbuda, que condujo a las elecciones para la renovación parcial del Consejo en 2003, con poco éxito. Walker y Nibbs fueron los únicos dos candidatos en Barbuda en las elecciones generales de marzo de 2004 y obtuvieron 400 votos cada uno, empate que resultó en una repetición de los comicios en abril. En esta votación, Nibbs perdió 6 votos respecto a las elecciones del mes anterior, perdiendo contra Walker por escaso margen.
Después de su derrota, Nibbs continuó liderando al BPMC, que siguió siendo el principal partido opositor en Barbuda, aunque en las elecciones al Consejo de 2005 el partido obtuvo el 44,03% y no logró obtener escaños electos. Nibbs condujo al BPMC a fusionarse formalmente con el Partido Laborista de Antigua, compitiendo como su candidato en las elecciones generales de 2009. En esta ocasión resultó derrotado por Walker por tan solo un voto, obteniendo 473 votos contra 474 del líder del BPM. Era lo más cerca que los laboristas habían estado de ganar en Barbuda desde 1965, y que cualquier partido nacional desde 1971. Tras la derrota del ALP a nivel nacional, Lester Bird fue eventualmente sucedido por Gaston Browne, que reformó el ALP como «Partido Laborista de Antigua y Barbuda». Bajo el liderazgo de Browne, Nibbs continuó siendo el líder barbudense del ABLP y fue miembro del Senado.
En las elecciones para la renovación parcial del Consejo de 2011, el ABLP fue el partido más votado por escaso margen, obteniendo algunos escaños pero no los suficientes para aspirar a una mayoría. Finalmente, en 2013, el ABLP logró el 53,51% de los votos y sumó una mayoría de 6 sobre 11 escaños, permitiendo a Nibbs reasumir la presidencia del Consejo por tercera vez, donde cumpliría dos años de mandato. En 2014, en el marco de la aplastante victoria laborista a nivel nacional, Nibbs finalmente resultó electo para la Cámara de Representantes invirtiendo efectivamente el resultado de las anteriores elecciones, logrando 485 votos contra 484 de Walker, la primera y hasta la fecha única vez que el BPM ha perdido la circunscripción nacional de Barbuda. El ABLP retuvo la mayoría en el Consejo de Barbuda en 2015 y 2017. Sin embargo, ese mismo año, el pase del Huracán Irma devastó la isla, con la totalidad de su población debiendo ser evacuada y el 90% de su infraestructura destruida. La gestión del proceso por parte del gobierno del ABLP y las problemáticas del eventual retorno de la población a Barbuda fueron muy criticadas entre los habitantes de la isla. Aunque el ABLP triunfó por aplastante margen en Antigua en las elecciones de 2018, Nibbs perdió el escaño de Barbuda ante Walker por un margen de trece puntos. El BPM recuperaría el control del Consejo al año siguiente y el ABLP perdió todos sus escaños electos.